# Lomographa asynapta
Lomographa asynapta är en fjärilsart som beskrevs av Eugen Wehrli 1938. Lomographa asynapta ingår i släktet Lomographa och familjen mätare. Inga underarter finns listade i Catalogue of Life.